# Schwarzrotes Buschhörnchen
Das Schwarzrote oder Tanganjika-Buschhörnchen (Paraxerus lucifer) ist eine Hörnchenart aus der Gattung der Afrikanischen Buschhörnchen (Paraxerus). Es kommt in Bergregionen im Norden von Malawi und im Südwesten von Tansania vor, über die Lebensweise der Tiere liegen kaum Informationen vor.

## Merkmale
Das Schwarzrote Buschhörnchen erreicht eine durchschnittliche Kopf-Rumpf-Länge von etwa 20,1 bis 24,1 Zentimetern, der Schwanz ist etwa 18,6 bis 21,8 Zentimeter lang. Das Gewicht beträgt etwa 300 bis 675 Gramm. Die Hinterfußlänge beträgt etwa 48 bis 55 Millimeter, die Ohrlänge 15 bis 22 Millimeter. Die Tiere haben ein helles rotbraunes Fell ohne Rücken- oder Seitenstreifen, häufig kommt ein schwarzer Fleck aus langen schwarzen Haaren auf dem Rücken vor. Das Rückenfell ist lang und weich. Die Haare sind grau in der Basalhälfte und rotbraun im oberen Bereich mit schwarzer Spitze. Die Körperseiten sind rotbraun, die Haare entsprechen den Rückenhaaren und besitzen keine schwarze Spitze. Die Bauchseite, die Brust und die Kehle sind taubengrau und bestehen aus taubengrauen Haaren mit silberner oder weißlicher Spitze. Der Kopf, die Wangen und das Kinn entsprechen in der Färbung der Rückenseite. Die Vorder- und Hinterbeine sind sehr hell rotbraun. Der mit einer Länge von etwa 60 % der Kopf-Rumpf-Länge moderat lange Schwanz ist ebenfalls rotbraun und besitzt oberseits Haare mit einer blass rotbraunen Basis, einer hellroten Spitze und einem schwarzen subterminalen Band. Die Schwanzunterseite ist hell rotbraun. Die Weibchen besitzen pro Körperseite je drei, insgesamt also sechs Zitzen.
| 1 | · | 0 | · | 2 | · | 3 | = 22 |
| 1 | · | 0 | · | 1 | · | 3 | = 22 |

Der Schädel hat eine Gesamtlänge von 53,8 bis 56,4 Millimetern und eine Breite von 30,0 bis 31,7 Millimetern. Wie alle Arten der Gattung besitzt die Art im Oberkiefer pro Hälfte einen zu einem Nagezahn ausgebildeten Schneidezahn (Incisivus), dem eine Zahnlücke (Diastema) folgt. Hierauf folgen zwei Prämolare und drei Molare. Die Zähne im Unterkiefer entsprechen denen im Oberkiefer, allerdings nur mit einem Prämolaren. Insgesamt verfügen die Tiere damit über ein Gebiss aus 22 Zähnen. Die Zahnreihe der Mahlzähne vom ersten Prämolar bis zum dritten Molar beträgt 8,8 bis 9,6 Millimeter. Der knöcherne Gaumen endet am Vorderrand der letzten Molaren.
Das Schwarzrote Buschhörnchen ähnelt anderen Afrikanischen Buschhörnchen und unterscheidet sich von diesen vor allem durch die rotbraune Fellfarbe, den schwarzen Fleck und das Fehlen von Seitenstreifen.

## Verbreitung
Das Schwarzrote Buschhörnchen kommt in Bergregionen im Norden von Malawi in den Misuku Hills und dem Nyika-Plateau sowie im Südwesten von Tansania in den Poroto-Bergen und im Nkuka-Wald mit dem Mount Rungwe vor. Für die angrenzenden Mafinga und Mafinga Mountains im Nordosten von Sambia gibt es bislang keine Nachweise, obwohl angenommen wird, dass die Art auch dort vorkommen könnte.

## Lebensweise
Über die Lebensweise des Schwarzroten Buschhörnchens liegen nur sehr wenige Informationen vor. Es lebt im tropischen Regenwald isolierter Bergregionen mit hohen Niederschlagswerten.
Die Tiere sind tagaktiv und wie andere Buschhörnchen baumlebend. Wie andere Arten der Gattung sind sie omnivor und sie suchen ihre Nahrung wahrscheinlich am Boden und in den Bäumen. Die Nahrung besteht dabei aus Früchten, Nüssen und anderen Pflanzenteilen sowie Insekten wie Ameisen und Termiten.
Auch über die Fortpflanzung sind die verfügbaren Informationen begrenzt. Ein im September gefangenes Weibchen war sowohl trächtig wie auch laktierend, was auf zwei rasch hintereinander folgende Fortpflanzungsperioden hinweist. Von acht im April gefangenen Weibchen war keines tragend. Über Beutegreifer liegen keine Informationen vor, als Ektoparasiten sind Flöhe der Gattung Libyastus dokumentiert.

## Systematik
Das Schwarzrote Buschhörnchen wird als eigenständige Art innerhalb der Gattung der Afrikanischen Buschhörnchen (Paraxerus) eingeordnet, die aus elf Arten besteht. Die wissenschaftliche Erstbeschreibung stammt von Oldfield Thomas aus dem Jahr 1897, der die Art als Xerus (Paraxerus) lucifer anhand eines männlichen Individuums aus der Sammlung von Alexander Whyte aus dem Kombe-Wald in den Misuku Hills im Norden von Malawi beschrieb. Die Art ist nahe verwandt mit dem Vincent-Hörnchen (Paraxerus vincenti), dem Rotbauchigen Buschhörnchen (Paraxerus palliatus) und dem Usambara-Buschhörnchen (Paraxerus vexillarius).
Innerhalb der Art werden neben der Nominatform keine weiteren Unterarten unterschieden.

## Status, Bedrohung und Schutz
Das Schwarzrote Buschhörnchen wird von der International Union for Conservation of Nature and Natural Resources (IUCN) aufgrund der sehr unzureichenden Daten zur Verbreitung und Lebensweise als „data deficient“ eingeordnet und entsprechend nicht in eine Gefährdungskategorie eingestuft.

## Belege
1. 1 2 3 4 5 6 7 8 9 10 11 12 13  Chad E. Shennum, Richard W. Thorington Jr.: Paraxerus lucifer, Black-and-Red Bush Squirrel. In: Jonathan Kingdon, David Happold, Michael Hoffmann, Thomas Butynski, Meredith Happold und Jan Kalina (Hrsg.): Mammals of Africa Volume III. Rodents, Hares and Rabbits. Bloomsbury, London 2013, S. 81–82; ISBN 978-1-4081-2253-2.
2. ↑  Peter Grubb: Genus Paraxerus, Bush Squirrels. In: Jonathan Kingdon, David Happold, Michael Hoffmann, Thomas Butynski, Meredith Happold und Jan Kalina (Hrsg.): Mammals of Africa Volume III. Rodents, Hares and Rabbits. Bloomsbury, London 2013, S. 72–74; ISBN 978-1-4081-2253-2.
3. 1 2 3 4  Richard W. Thorington Jr., John L. Koprowski, Michael A. Steele: Squirrels of the World. Johns Hopkins University Press, Baltimore MD 2012; S. 239–240. ISBN 978-1-4214-0469-1
4. 1 2  Paraxerus lucifer in der Roten Liste gefährdeter Arten der IUCN 2016-1. Eingestellt von: P. Grubb, 2008. Abgerufen am 2. August 2016.
5. 1 2  Paraxerus lucifer. In: Don E. Wilson, DeeAnn M. Reeder (Hrsg.): Mammal Species of the World. A taxonomic and geographic Reference. 2 Bände. 3. Auflage. Johns Hopkins University Press, Baltimore MD 2005, ISBN 0-8018-8221-4.
6. ↑  Oldfield Thomas: [Exhibition of small mammals collected by Mr. Alexander Whyte during his expedition to the Nyika plateau and Masuka Mountains, NR Nyasa.] Proceedings of the Zoological Society of London, 1897; S. 430–436. (Digitalisat)